# Pseudocatharylla infixellus
Pseudocatharylla infixellus là một loài bướm đêm trong họ Crambidae.